# Frånskild
Frånskild är en svensk dramafilm från 1951. Den är regisserad av Gustaf Molander och manuset är skrivet av Herbert Grevenius och Ingmar Bergman. 

## Handling
Filmen handlar om makarna Gertrud och Tore Holmgren som levt tillsammans i över tjugo år. De har dottern Elsie, och de fick en son som dog som spädbarn. Elsie är gift med Hans, och de studerar båda. Hans, som är ingenjör, har blivit kär i klasskamraten Cecilia Lindeman. De delar sina yrkesintressen och trivs bra tillsammans. 

## Rollista
- Inga Tidblad - Gertrud Holmgren
- Alf Kjellin - Dr. Bertil Nordelius
- Doris Svedlund - Marianne Berg
- Hjördis Petterson - Lobelius
- Håkan Westergren - Beckman
- Irma Christenson - Cecilia Lindeman
- Holger Löwenadler - Tore Holmgren
- Marianne Löfgren - Ingeborg
- Stig Olin - Hans
- Elsa Prawitz - Elsie
- Birgitta Valberg  - Eva Möller
- Sif Ruud - Rut Boman
- Carl Ström - Öhman
- Ingrid Borthen - Middagsgäst
- Yvonne Lombard - Ung fru